# Nombre 204
El nombre 204 (CCIV) és el nombre natural que segueix el nombre 203 i precedeix el nombre 205.
La seva representació binària és 11001100, la representació octal 314 i l'hexadecimal CC.
La seva factorització en nombres primers és 2²×3×17; altres factoritzacions són 1×204 = 2×102 = 3×68 = 4×51 =6×34 = 12×17. És un nombre d'Erdős-Woods.
Es pot representar com a la suma de dos nombres primers consecutius: 101 + 103 = 204; és un nombre 4-gairebé primer: 3 × 2 × 2 × 17 = 204.

## En altres dominis
- 204 és el prefix telefònic de Manitoba.[2]